# S Trianguli
S Trianguli är en halvregelbunden variabel av SRA-typ i stjärnbilden Triangeln. Variabeln upptäcktes av den ryska astronomen Lydia Ceraski (Tseraski) den 9 april 1909.
Stjärnan varierar mellan visuell magnitud +9,2 och 12,2 med en period av 245,4 dygn.